# 빅 컨트리 킹

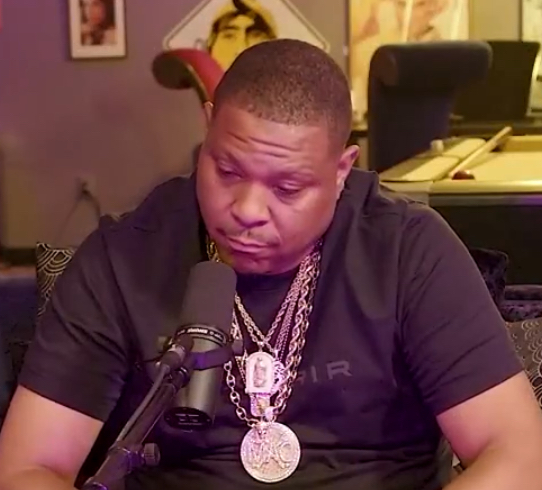

빅 컨트리 킹(Big Kuntry King)은 미국의 랩가수이다. 그는 힙합그룹 P&C에 멤버이며, 2008년 첫 솔로 앨범인 'My Turn to Eat'을 발매했다.

## 앨범
- My Turn To Eat (2008)